# تهاجم آلمان به دانمارک (۱۹۴۰)
تهاجم آلمان به دانمارک به عملیاتی اشاره دارد که توسط نیروهای ورماخت در ۹ آوریل سال ۱۹۴۰ به منظور سلطه بر دانمارک انجام گرفت. این نبرد که تنها شش ساعت به طول انجامید و به تسخیر دانمارک توسط نیروهای آلمانی منجر شد، کوتاه‌ترین عملیات نظامی در طول جنگ جهانی دوم به حساب می‌آید.

## پیش‌زمینه
حمله به دانمارک به عنوان بخشی از عملیات وزروبونگ ورماخت در راستای طرح آلمان برای حمله به نروژ انجام پذیرفت. هدف از این حمله به‌طور عمده امنیت بخشی به حمل‌ونقل ریلی و ترابری مواد معدنی از جمله سنگ آهن از نروژ و سوئد بود. آلمانی‌ها برای تسخیر نروژ نیازمند به کنترل فرودگاه آلبورگ در شمال یوتلاند بودند. فرماندهی عالی لوفت‌وافه برای گسترش شبکه دفاع هوایی آلمان در شمال، از اشغال دانمارک پشتیبانی می‌کرد.